# Aphaniosoma brunnipes
Aphaniosoma brunnipes är en tvåvingeart som beskrevs av Ebejer 1996. Aphaniosoma brunnipes ingår i släktet Aphaniosoma och familjen gulflugor.
Artens utbredningsområde är Oman. Inga underarter finns listade i Catalogue of Life.